# Милхаузен (Индијана)
Милхаузен (енгл. Millhousen) град је у америчкој савезној држави Индијана.

## Демографија
По попису из 2010. године број становника је 127, што је 9 (-6,6%) становника мање него 2000. године.
| Група             | 2000.        | 2010.       |
| Белци             | 136 (100,0%) | 126 (99,2%) |
| Афроамериканци    | 0 (0,0%)     | 0 (0,0%)    |
| Азијати           | 0 (0,0%)     | 0 (0,0%)    |
| Хиспаноамериканци | 0 (0,0%)     | 0 (0,0%)    |
| Укупно            | 136          | 127         |